# Tsagaan-Uul
Alag-Erdene (mongol en écriture cyrillique : Цагаан-Уул сум) est un Sum (district) de Mongolie dans la province de Khövsgöl.